# Arbeitskreis selbständiger Kultur-Institute

Logo des Arbeitskreises selbständiger Kultur-Institute

Der Arbeitskreis selbständiger Kultur-Institute e. V. (AsKI) ist ein 1967 auf Initiative des Bundesinnenministers gegründeter Verbund von derzeit 39 national und international angesehenen, selbständigen Kultur- und Forschungsinstituten, die durch eine wertvolle Sammlung in besonderem Maße die Qualität und Vielfalt des kulturellen Deutschland repräsentieren. Seine Mitglieder stehen in unabhängiger, gemeinnütziger Trägerschaft und sind überwiegend privat finanziert. Der AsKI e. V. ist Träger des Museums Casa di Goethe in Rom. Die Geschäftsstelle des AsKI e. V. befindet sich in Bonn.
Der Verein erfährt eine Förderung durch die Beauftragte der Bundesregierung für Kultur und Medien.

## Gesamtstaatliche Aufgaben
Gesamtstaatliche Aufgaben sind:
- Maecenas-Ehrung: Verleihung im zweijährigen, seit 2010 im jährlichen Rhythmus an Persönlichkeiten von herausragendem Engagement für Kunst und Kultur
- Casa di Goethe: Museum mit Studienmöglichkeiten im Zentrum Roms in dem Haus, das Goethe während der Italienischen Reise beherbergt hat
- Ausstellungen: von mehreren Mitgliedsinstituten initiierte oder getragene Gemeinschaftsprojekte, seit 2019 vorrangig im Internet
- Fachtagungen und Seminare: zu länderübergreifenden aktuellen juristischen, pädagogischen und technischen Fragen
- kultur leben, zweimal jährlich erscheinendes Magazin zur Information über die Aktivitäten der Mitgliedsinstitute. Die Vorgänger Kulturberichte und KULTUR lebendig erschienen von 1986 bis 2004 sowie von 2005 bis 2020.

## Mitgliedsinstitute
Die Liste der Mitglieder ist alphabetisch nach Standorten sortiert.
- Richard-Wagner-Museum, Haus Wahnfried, Bayreuth
- Archiv der Akademie der Künste (Berlin)
- Bauhaus-Archiv, Museum für Gestaltung, Berlin
- Deutsche Kinemathek – Museum für Film und Fernsehen, Berlin
- Museumsstiftung Post und Telekommunikation, Bonn
- Verein Beethoven-Haus, Bonn
- Der Kunstverein in Bremen – Kunsthalle Bremen
- Gerhard-Marcks-Stiftung – Gerhard-Marcks-Haus, Bremen
- Deutsche Akademie für Sprache und Dichtung, Darmstadt
- Stiftung Deutsches Hygiene-Museum, Dresden
- Anton- und Katharina-Kippenberg-Stiftung / Goethe-Museum (Düsseldorf)
- Wartburg-Stiftung, Eisenach
- Kunsthalle Emden / Stiftung Henri und Eske Nannen und Schenkung Otto van de Loo
- Fritz-Bauer-Institut, Frankfurt am Main
- Stiftung Buchkunst, Frankfurt am Main / Leipzig
- Goethe-Haus / Freies Deutsches Hochstift, Frankfurt am Main
- Stiftung Deutsches Rundfunkarchiv, Frankfurt am Main / Potsdam-Babelsberg
- Kleist-Museum, Frankfurt (Oder)
- Jüdisches Museum Franken, Fürth, Schnaittach und Schwabach
- Stiftung Schloss Friedenstein, Gotha
- Franckesche Stiftungen zu Halle an der Saale
- Wilhelm-Busch-Gesellschaft / Wilhelm-Busch-Museum – Deutsches Museum für Karikatur und Kritische Grafik, Hannover
- Max-Reger-Institut/Elsa-Reger-Stiftung, Karlsruhe
- Arbeitsgemeinschaft Friedhof und Denkmal – Museum für Sepulkralkultur, Kassel
- Documenta Archiv – documenta und Museum Friedericianum gGmbH, Kassel
- Kulturstiftung Hansestadt Lübeck, Buddenbrookhaus / Günter-Grass-Haus, Lübeck
- Deutsche Schillergesellschaft – Deutsches Literaturarchiv Marbach, Marbach am Neckar
- Stiftung Lyrik Kabinett, München
- Germanisches Nationalmuseum, Nürnberg
- Stiftung Kunstforum Ostdeutsche Galerie, Regensburg
- Stiftung Schleswig-Holsteinische Landesmuseen Schloss Gottorf, Schleswig
- Winckelmann-Gesellschaft, Stendal
- Literaturarchiv Sulzbach-Rosenberg
- Vater-und-Sohn-Eiselen-Stiftung – Museum Brot und Kunst, Ulm
- Stiftung Gedenkstätten Buchenwald und Mittelbau-Dora, Weimar
- Klassik-Stiftung Weimar
- Gesellschaft für Reichskammergerichtsforschung – Reichskammergerichtsmuseum, Wetzlar
- Novalis-Stiftung – Forschungsstätte für Frühromantik und Novalis-Museum Schloss Oberwiederstedt, Wiederstedt
- Gesellschaft für deutsche Sprache, Wiesbaden

## Vorsitzende
- Ernst Holzinger (1967–1972)
- Bernhard Zeller (1973–1978)
- Hans-Kurt Boehlke (1979–1984)
- Günther Pflug (1985–1992)
- Sieghardt von Köckritz (1993–1996)
- Barthold C. Witte (1997–2001)
- Joachim-Felix Leonhard (2001–2002)
- Volkmar Hansen (2002–2012)
- Andrea Fadani (2012–2015)
- Wolfgang Trautwein (2015–2021)
- G. Ulrich Großmann (seit 2021)

## Publikationen des Vereins (Auswahl)
- G. Ulrich Großmann (Hrsg.): kultur leben (Zeitschrift, erscheint halbjährlich, Auflage 5.000) mit Online-Ausgabe, ISSN 2702-0215.
- Wolfgang Trautwein und Ulrike Horstenkamp (Hrsg.): Kulturinstitute im Horizontwandel : 50 Jahre AsKI e. V. AsKI e. V., Bonn 2018, ISBN 978-3-930370-47-4.
- Folgenreich. Reformation und Kulturgeschichte: Gemeinschaftspublikation 2016 des AsKI e. V. – Beiträge aus 15 Mitgliedsinstituten zu den Themenkomplexen: Kulturgeschichtliche Wirkung und Künstlerische Aneignung der Reformation. AsKI e. V., Bonn 2016, ISBN 978-3-930370-41-2.
- Zwischen den Fronten. Leben und Sterben im Ersten Weltkrieg: Begleitende  Publikation zur Gemeinschaftsausstellung Die Verwandlung: Sterben und Trauer 1914-1918 im Museum für Sepulkralkultur, Kassel. AsKI e. V., Bonn 2014, ISBN 978-3-930370-34-4.
- Special Delivery. Von Künstlernachlässen und ihren Verwaltern: Eine Publikation des Arbeitskreises selbständiger Kultur-Institute e. V. – AsKI. AsKI e. V., Bonn 2011, ISBN 978-3-930370-28-3.
- Begegnung mit dem Fremden – Frühe Orientbilder im 17.–19. Jahrhundert: Eine Gemeinschaftsausstellung des Arbeitskreises selbständiger Kultur-Institute e. V. – AsKI. AsKI e. V., Bonn 2009, ISBN 978-3-930370-21-4.
- Homo ludens – Der spielende Mensch: Katalog zur Gemeinschaftsausstellung 2003/2004 des Arbeitskreises selbständiger Kultur-Institute e. V. – AsKI. AsKI e. V., Bonn 2003, ISBN 3-930370-07-7.
- Hans-Ulrich Wagner: Rückkehr in die Fremde – Remigranten und Rundfunk in Deutschland 1945–1955. Vistas, Berlin 2000, ISBN 3-89158-269-2.
- Ingrid Scheurmann, Konrad Scheurmann: Dani Karavan – Hommage an Walter Benjamin. Der Gedenkort „Passagen“ in Portbou. Deutsch / Englisch. Zabern, Mainz 1995, ISBN 3-8053-1865-0.
- Ingrid Scheurmann: Neue Dokumente zum Tode Walter Benjamins. AsKI e. V., Bonn 1992, ISBN 3-87816-080-1.